# Norra Djurgårdens stridsvagnsspärr

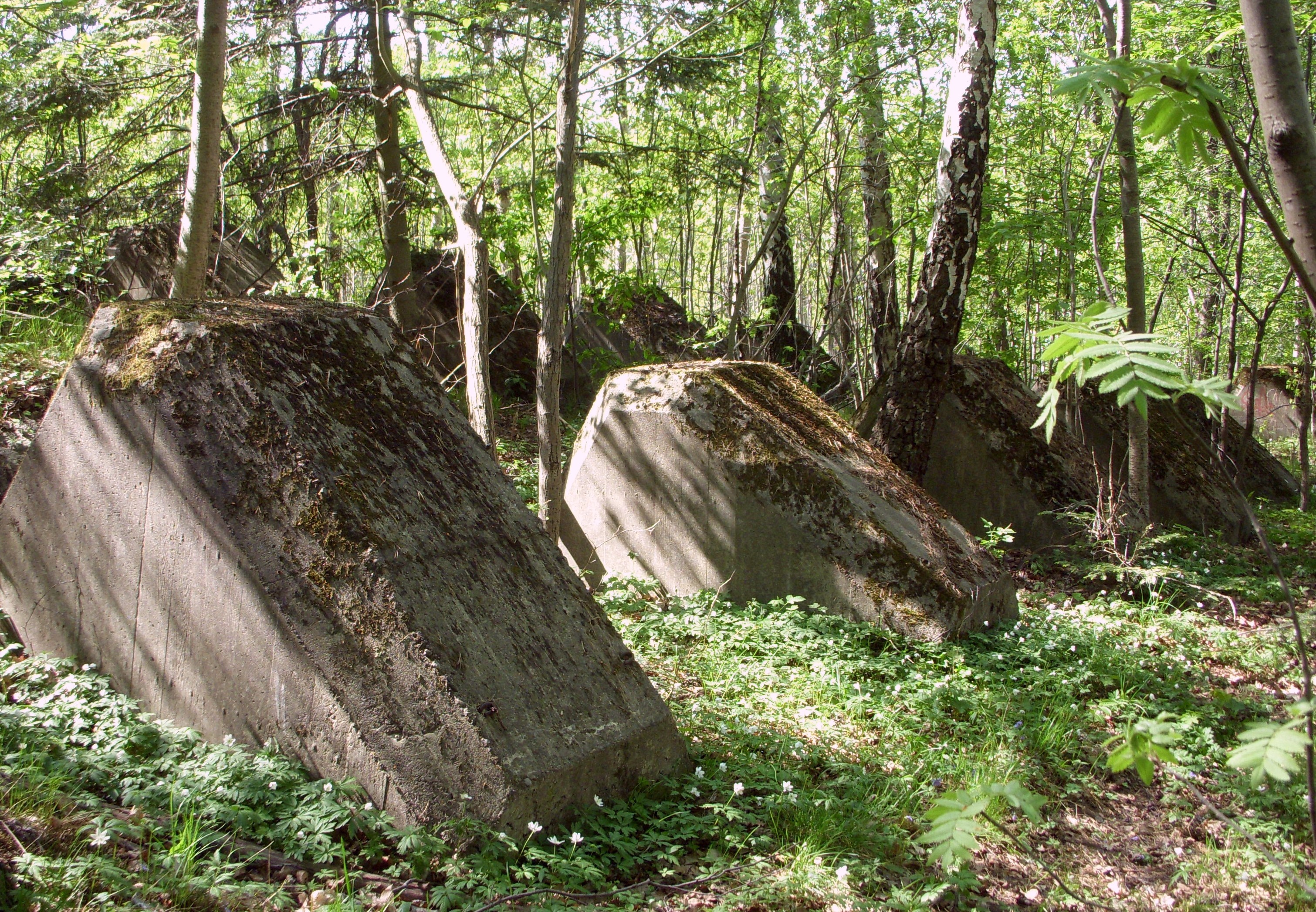
Tredubbla rader med "draktänder" cirka 300 meter söder om Stockholms universitet, maj 2011.

Norra Djurgårdens stridsvagnsspärr var en del av Stockholms inre H-linje (huvudförsvarslinje) på Norra Djurgården. Det fanns även en yttre huvudförsvarslinje, som kallades korvlinjen. Linjen genom Norra Djurgården anlades under andra världskriget och innehöll stridsvagnshinder, skyttevärn, skyddsrum och pjäsplatser i en linje från Brunnsviken i väst, förbi Laduviken till Husarviken i öst, en sträcka på knappt tre kilometer.  Idag (2011) finns fortfarande en stor del av stridsvagnshindren i form av draktänder och så kallade betongpianon bevarade, medan resten har rivits.

## Bakgrund
Att uppföra en stridsvagnsspärr på Djurgården beslöts i huvudsak i december 1942. I planen ingick flera befästningsutbyggnader i Stockholms omgivning och man ville komma igång så snabbt som möjligt. Men läget var ansträngt, både ekonomiskt och kapacitetsmässigt eftersom liknande byggen pågick samtidigt längs Sveriges gränser, längs kusten och runt hela Gotland. Därför dröjde det till slutet av 1944 innan Stockholms inre H-linje var klart.

## Stridsvagnsspärren

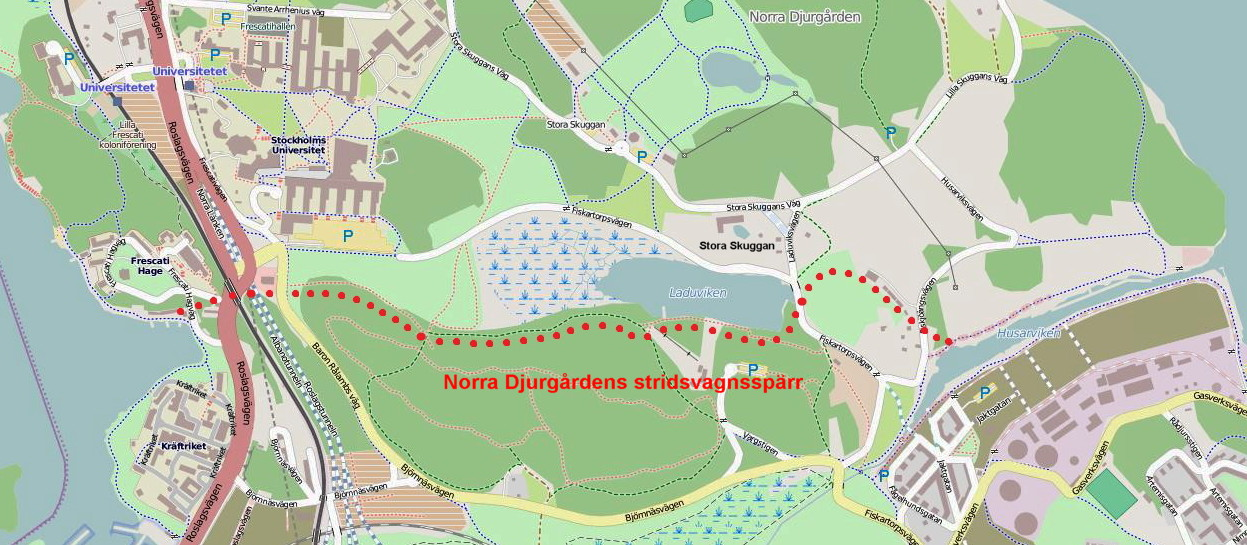
Sträckning för stridsvagnsspärren.

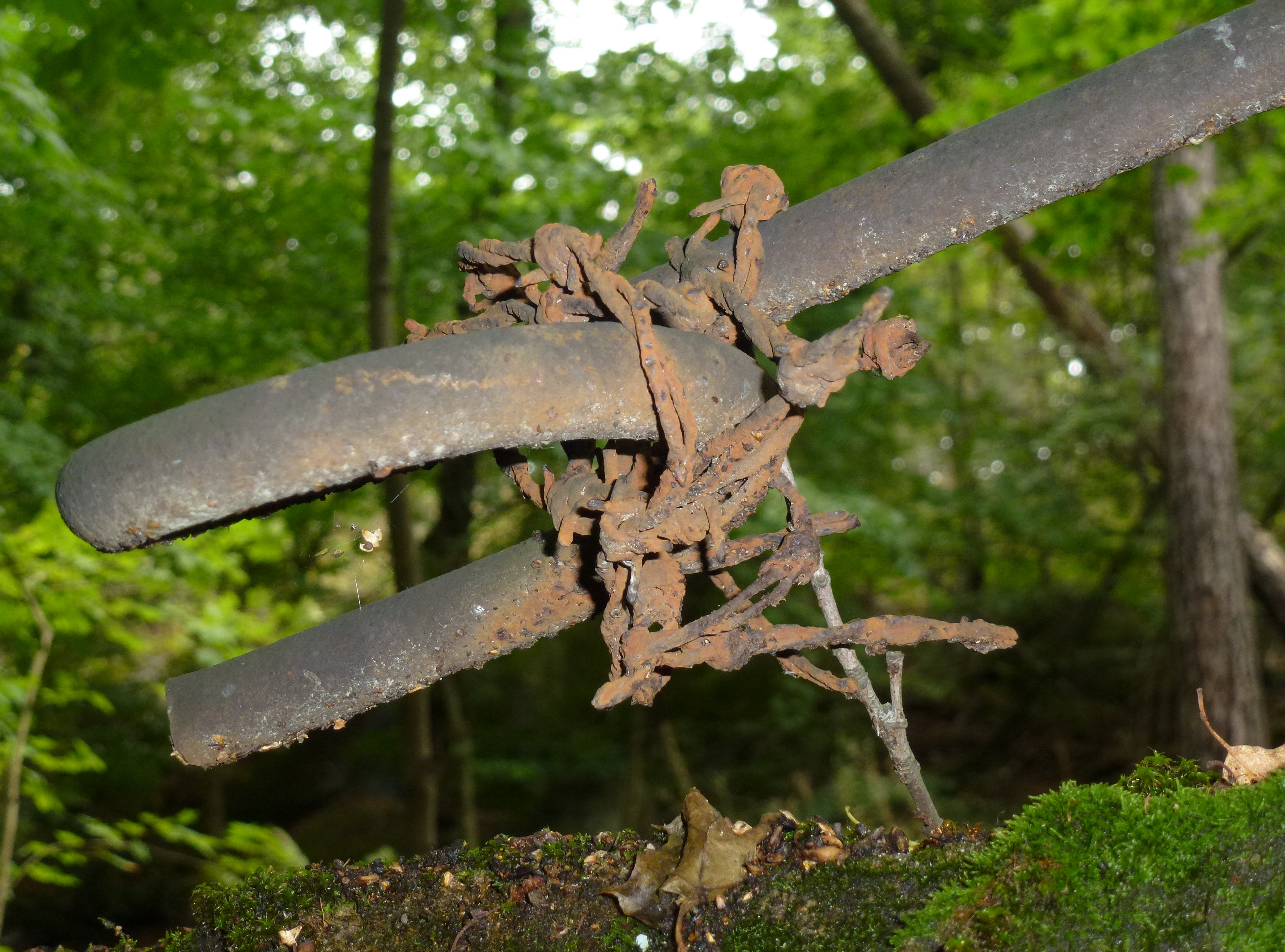
Armeringsjärn med ögla och taggtråd.

Huvuddelen av stridsvagnsspärren, som drogs rakt genom hoppbackarna vid Fiskartorpets friluftsanläggning, bestod av betonghinder av olika slag. Däremellan fanns skyttevärn, pjäsvärn, skyddsrum och uppställningsplats för strålkastare. Det är betonghindren som idag till stor del finns kvar i skogarna söder om Stockholms universitet och Laduviken. 
När spärren planerades förfogade Sverige inte över effektiva vapen mot stridsvagnar. Ett effektivt medel att hindra framfarten på en stridsvagn var att placera ut fysiska hinder i landskapet, exempelvis ”draktänder” eller ”betongpianon”.  Liknande hinder fanns längs Siegfriedlinjen och Maginotlinjen  i Tyskland respektive Frankrike.
I en rapport av överstelöjtnant Enger på arméns fortifikationsförvaltning av den 27 mars 1944 heter det bland annat: "Omfattande försök med forcering av stridsvagnar hava även utförts mot denna typ av hinder [draktänder och betongpianon] med mycket gott resultat. Arméns fortifikationsförvaltning vill därför som sin åsikt framföra, att denna typ av hinder utgör ett effektivt hinder mot stridsvagnar, som lämpligen bör komma till användning på sådana platser där annan form av hinder icke är möjlig…" Fördelen med dessa hinder var att de även var flyttbara, på så vis kunde linjen snabbt öppnas och stängas.
De kvarvarande resterna av försvarslinjen består av tredubbla rader draktänder (exempelvis i skogen söder om Stockholms universitetet) och betongpianon (exempelvis i skogen söder om Laduvikens våtmark). Pianolådorna hade sitt namn efter betongklumpens form som påminner om ett ståpiano. De har en höjd på 1,7 till 1,8 meter, en tjocklek vid basen på 1,6 meter och väger 17 ton.  På några pekar fortfarande upp ett ingjutet armeringsjärn med ögla som var tänkt att fästa ett maskeringsnät i.

## Bilder

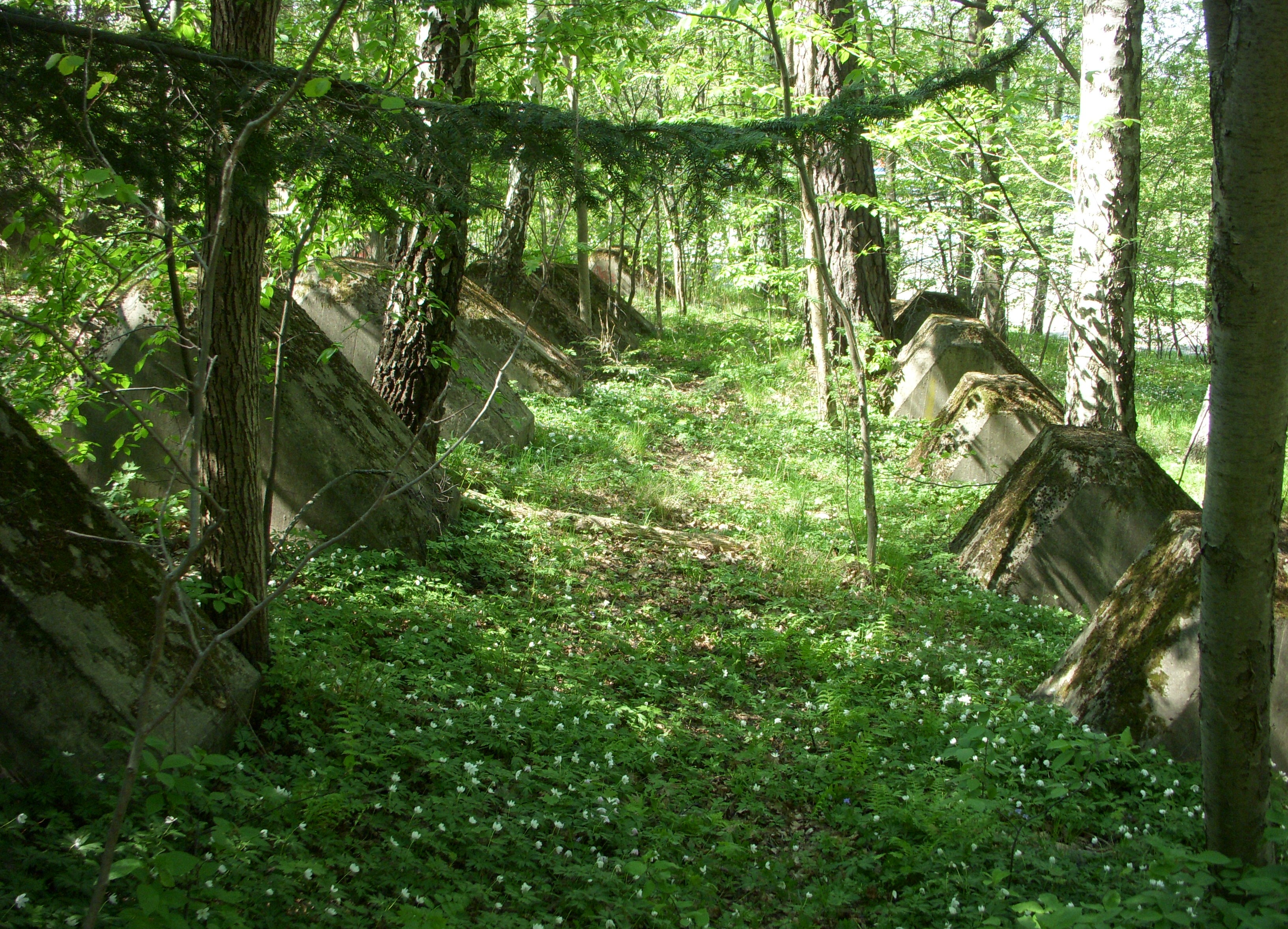
"Draktänder" vid Stockholms universitet
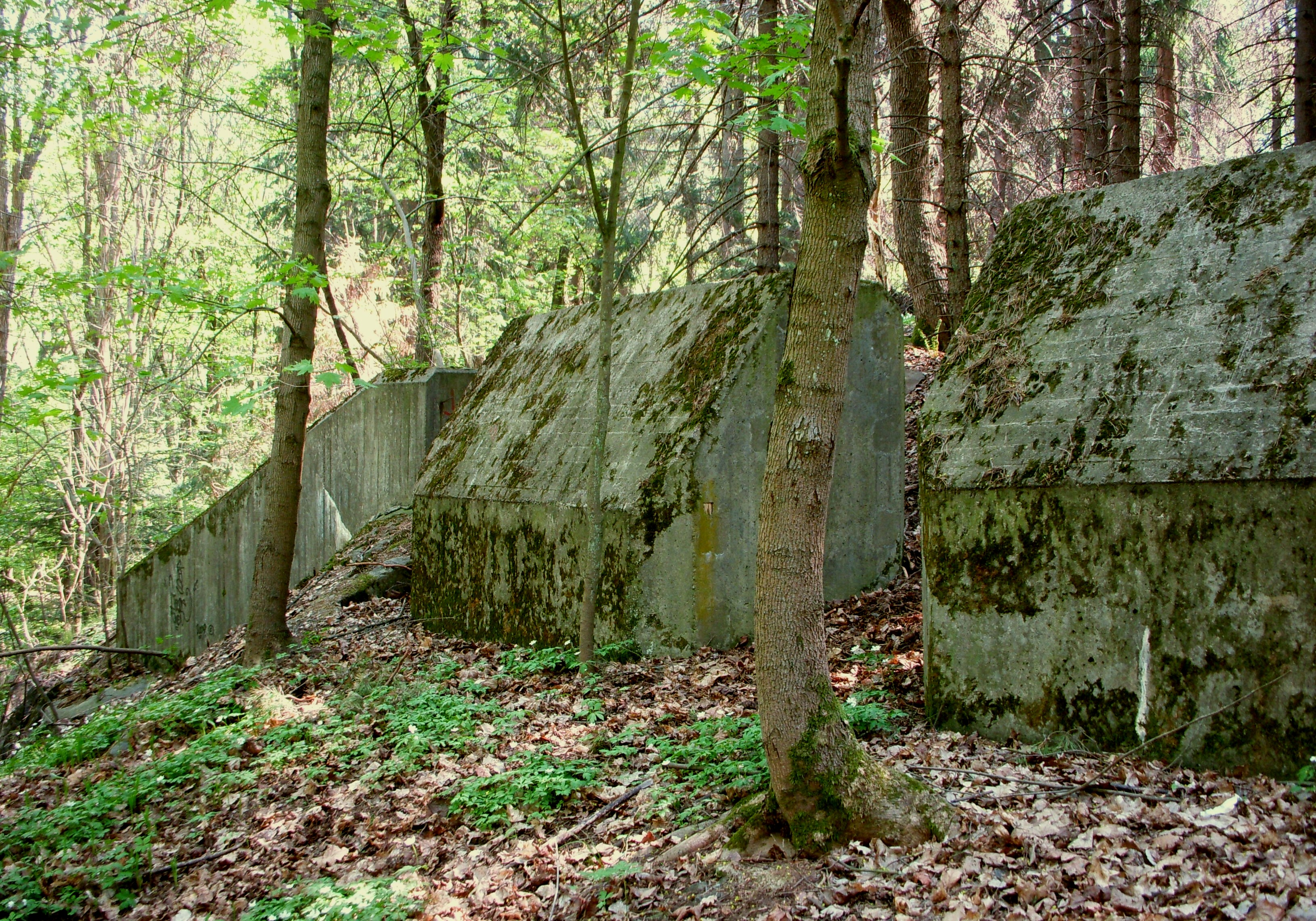
"Betongpianon" söder om Laduviken
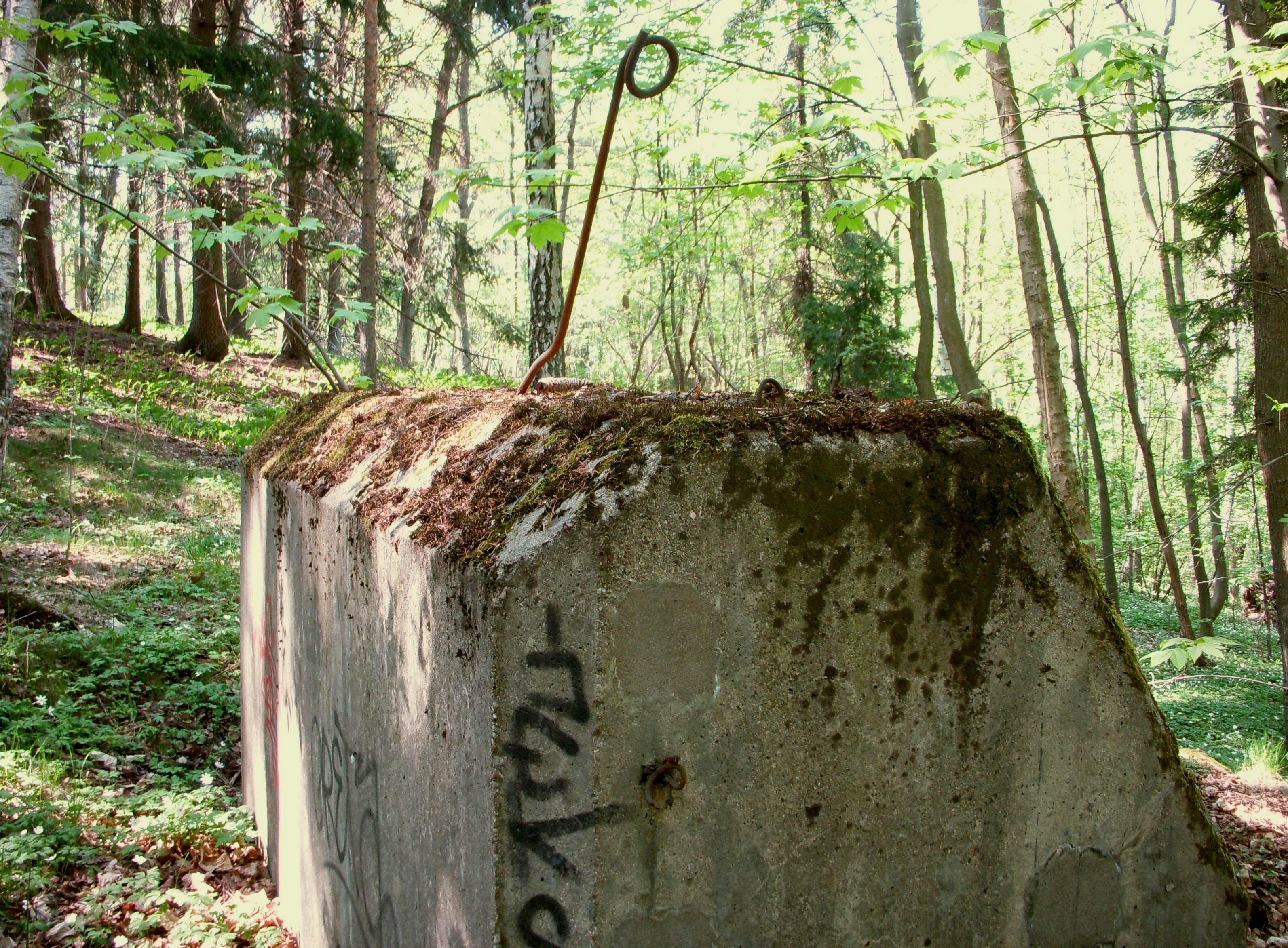
"Betongpiano" med maskeringsögla.
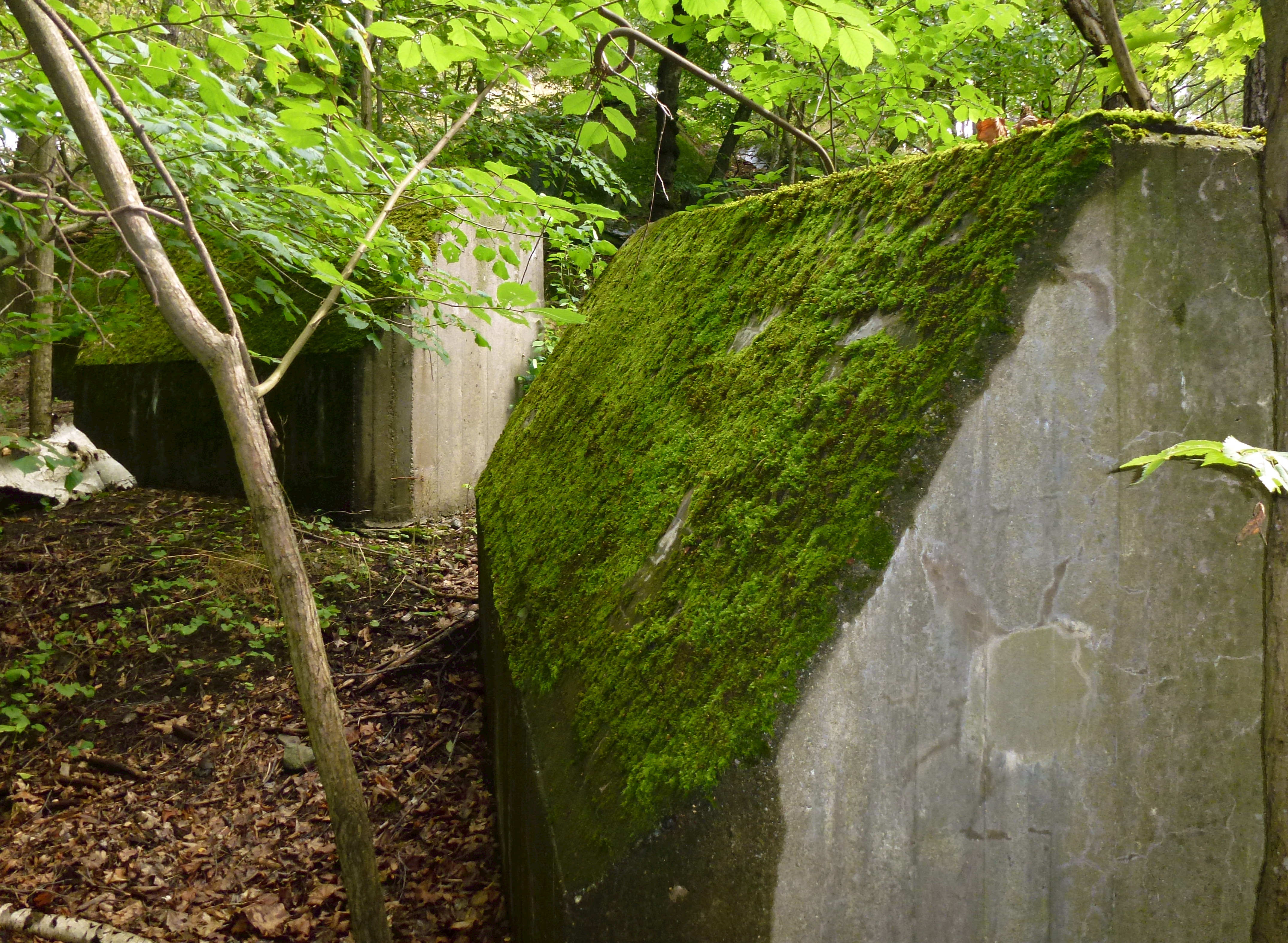
"Betongpianon" öster om Laduviken